# Diego de Espinosa
Diego de Espinosa y Arévalo (Martín Muñoz de las Posadas, settembre 1513 – Madrid, 5 settembre 1572) è stato un cardinale e vescovo cattolico spagnolo.

## Biografia
Nacque a Martín Muñoz de las Posadas nel settembre 1513 da Diego González de Espinosa e Catalina de Arévalo.
Papa Pio V lo elevò al rango di cardinale nel concistoro del 24 marzo 1568.
Pur potendo non partecipò al conclave del 1572 che elesse Gregorio XIII.
Ricoprì l'autorevolissima carica di grande inquisitore dal 1566 fino alla morte.
Morì il 5 settembre 1572 all'età di 59 anni. Quando Filippo II venne a conoscenza del suo trapasso, affermò di aver perso il suo ministro più valido in assoluto.

## Successione apostolica
La successione apostolica è:
- Cardinale Gaspar de Quiroga y Vela (1572)